# Alexander Puschkin (Stenograf)
Alexander Puschkin (* 1. Dezember 1822 in München, Königreich Bayern; † 1. Mai 1878 in Bayreuth) war ein deutscher Stenograf der Gabelsberger-Kurzschrift sowie Gymnasialprofessor.

## Leben
Puschkin studierte nach dem Gymnasialabschluss 1841 am (heutigen) Wilhelmsgymnasium München an der Universität München Neuere Sprachen. Zudem wurde er von Franz Xaver Gabelsberger in Stenografie ausgebildet. Nach dem Studium lebte er 1848 als Publizist in Wien und München. 1849 wurde er öffentlicher Lehrer der Stenografie. Bis 1854 war er Stenografielehrer in Nürnberg, dann in Würzburg. 1856 kam er für kurze Zeit als Kammerstenograf nach München, bevor er im Herbst 1856 einen Ruf als Gymnasialprofessor an das Gymnasium Bayreuth annahm. Dort lehrte er insbesondere Französisch.
Puschkin hatte als Stenograf sowohl in der Öffentlichkeit wie auch in der Fachwelt großen Einfluss; er wurde deshalb auch als Apostel der Gabelsberger’schen Stenographie in Franken bezeichnet. Die Gründung der Stenografievereine in Würzburg und Bayreuth geht u. a. auf ihn zurück.

## Veröffentlichungen (Auswahl)
- Die Stenographie nach Gabelsbergers System : eine Skizze der Grundregeln dieses Systems, Bonitas-Bauer, Würzburg 1851.
- Stenographische Lese- und Schreib-Ubungen nach Gabelsberger's System, Bonitas-Bauer, Würzburg 1855.
- Theoretisch-praktischer Lehrgang der Stenographie nach Gabelsbergers System: verbunden mit Lese- und Schreibübungen in methodischer Stufenfolge, 2. vermehrte Auflage, Gießel, Bayreuth 1857.
  - Cours pratique de sténographie universelle d'après le système de Gabelsberger, Cherbuliez, Genève 1863.
- Französischer Repetitor: eine gedrängte Zusammenstellung der wesentlichsten Regeln der französischen Sprache. Zum Behufe erleichterter Uebersicht und Wiederholung des grammatikalischen Lehrstoffes verfaßt, Gießel, Bayreuth 1860.
- Cours de Sténographie populaire, 1874.